# 傑克·科爾曼 (演員)

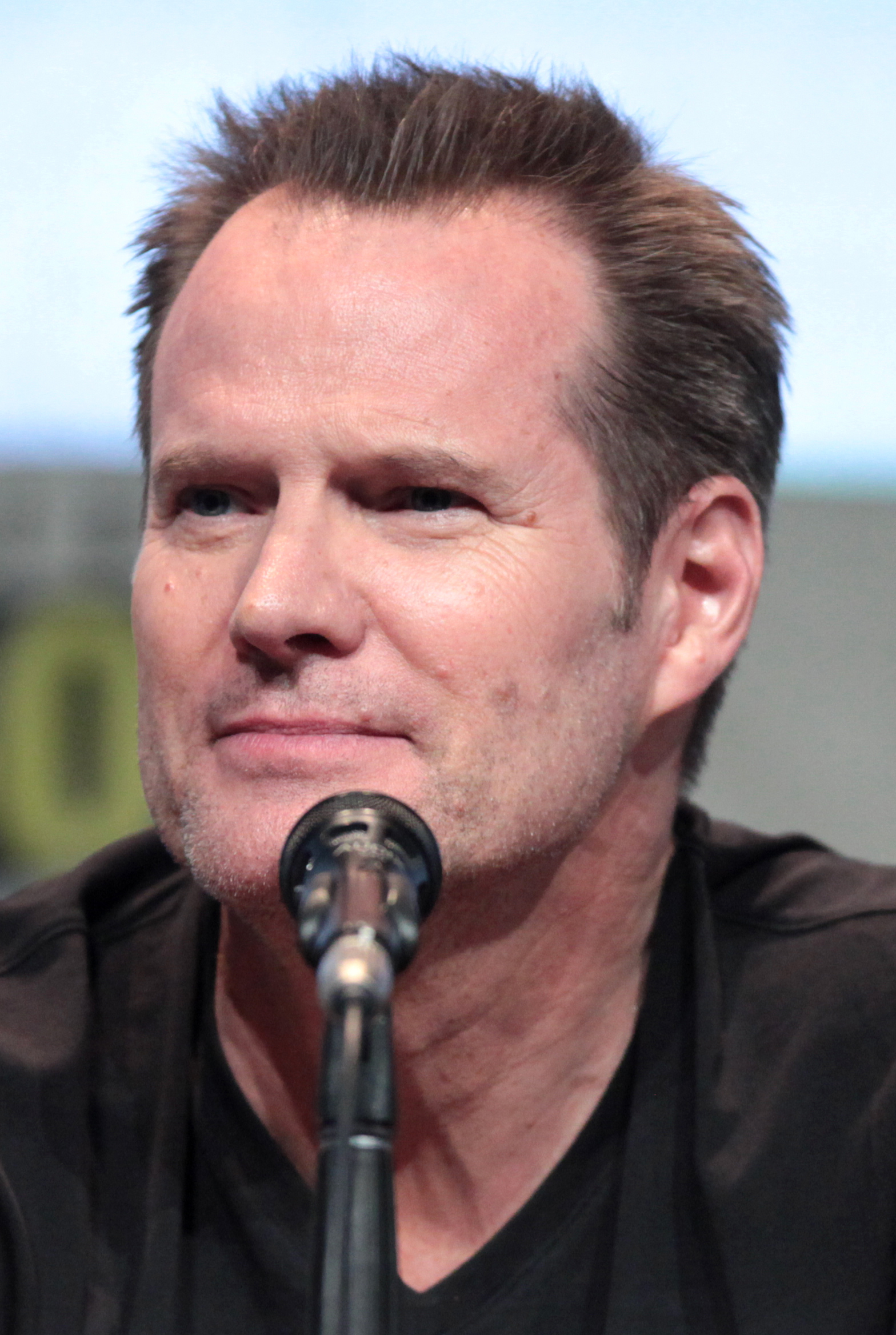
傑克·科爾曼

傑克·科爾曼（英語：Jack Coleman，1958年2月21日—）是一位美國演員及編劇，出生於美國賓夕凡尼亞州。其著名作品包括於1980年代播映的美國廣播公司肥皂劇《錦繡豪門》中飾Steven Carrington以及於2006至2010及2015年播映的全國廣播公司影集《Heroes系列》中飾班諾亞(Noah Bennet)，並曾於多部影集中客串及常規演出，包括《凹/凸容醫》、《鑑證行動組》、《尋人密探組》、《心計》、《醫神》、《心理追兇》、《吸血新世代》、《賈神探》、《醜聞》、《滅罪鑑證科》、《芝加哥警署》等。

## 外部連結
- 傑克·科爾曼在互联网电影资料库（IMDb）上的資料（英文）